# Wende-Denkmal w Plauen
Wende-Denkmal w Plauen – pomnik upamiętniający wydarzenia pokojowej rewolucji w NRD, które miały miejsce jesienią 1989 w Plauen, stojący w północno-zachodniej części Postplatz w centrum Plauen (Saksonia, Niemcy).

## Tło historyczne
7 października 1989, o godzinie 15:00 w Plauen odbyła się pierwsza w NRD demonstracja na dużą skalę, której siły bezpieczeństwa nie mogły rozbić wykorzystywanymi wcześniej środkami. Zwołano ją za pomocą pisanych na maszynie ulotek „Inicjatywy na rzecz demokratycznej reorganizacji społeczeństwa”. W manifestacji udział wzięło około 20.000 pokojowo usposobionych demonstrantów (była to wówczas ponad ćwierć ludności miasta). Przeciwko tym ludziom władze komunistyczne wystawiły policję i grupy bojowe bezpieki. Część sił bezpieczeństwa była uzbrojona w pistolety maszynowe, używano też armatek wodnych i helikoptera, którymi próbowano rozpędzić protestujących. Jedna z armatek wodnych została obrzucona kamieniami i butelkami oraz poważnie uszkodzona przez demonstrantów. Starcia przeniosły się następnie w rejon ratusza. Nadinspektor Plauen, Thomas Küttler, burmistrz miasta i pastor Kościoła Lutra, Andreas Weber, stopniowo uspokoili tłum, który w większości rozszedł się do domów. Osoby, które pozostały zatrzymano. Ich aresztowania i brutalne przesłuchania przez siły bezpieczeństwa NRD odbyły się wieczorami i w nocy. Część ludzi przetrzymywano pod gołym niebem na dziedzińcu ratusza. Byli bici gumowymi pałkami oraz przykuwani łańcuchami. W następnych dniach odbyły się kolejne manifestacje, ostatnia z nich miała miejsce 22 marca 1990. 

## Historia
Pomnik odsłonięto w październiku 2010 z inicjatywy regionalnych klubów Kiwanis, Lions, Rotary i Soroptimist. Został zaprojektowany przez artystę z Rößnitz, Petera Lubana.

## Architektura i symbolika

### Charakterystyka ogólna
Pomnik ma kształt świecy. Składa się z podświetlanej od wewnątrz akrylowej steli, która jest otoczona trzyczęściowym płaszczem z brązu. 
Symbolizować ma nadzieję ludzi, którzy w 1989 i 1990 używali świec jako znaku pokojowego protestu.

### Parametry techniczne
Podstawa obiektu ma pół metra wysokości, płaszcz z brązu - 2,50 metra wysokości, a akrylowa stela - 3 metry wysokości. Tablica informacyjna u podstawy pomnika ma wymiary 50 x 60 cm. 

### Lewa strona
Lewa strona pomnika symbolizuje życie w NRD: indoktrynację, inwigilację, poczucie uwięzienia, pokusę współpracy z systemem.

### Centrum
Środkowy segment nawiązuje bezpośrednio do wydarzenia jesieni 1989. Przedstawia uczestników zdarzeń, otoczenie, symbolizuje odwagę, determinację i optymizm, a z drugiej strony niepewność i strach.

### Prawa strona
W prawym segmencie przedstawiono Markuskirche i Malzhaus, symbolicznie nawiązując do miejsc, które były ośrodkami wolnej myśli w Plauen w czasach komunizmu. Wyobrażenie konia nawiązuje do dzieła George'a Orwella „Folwark zwierzęcy”, wskazując rolę tego zwierzęcia w powieści (ostrzeżenie i napomnienie).

## Galeria

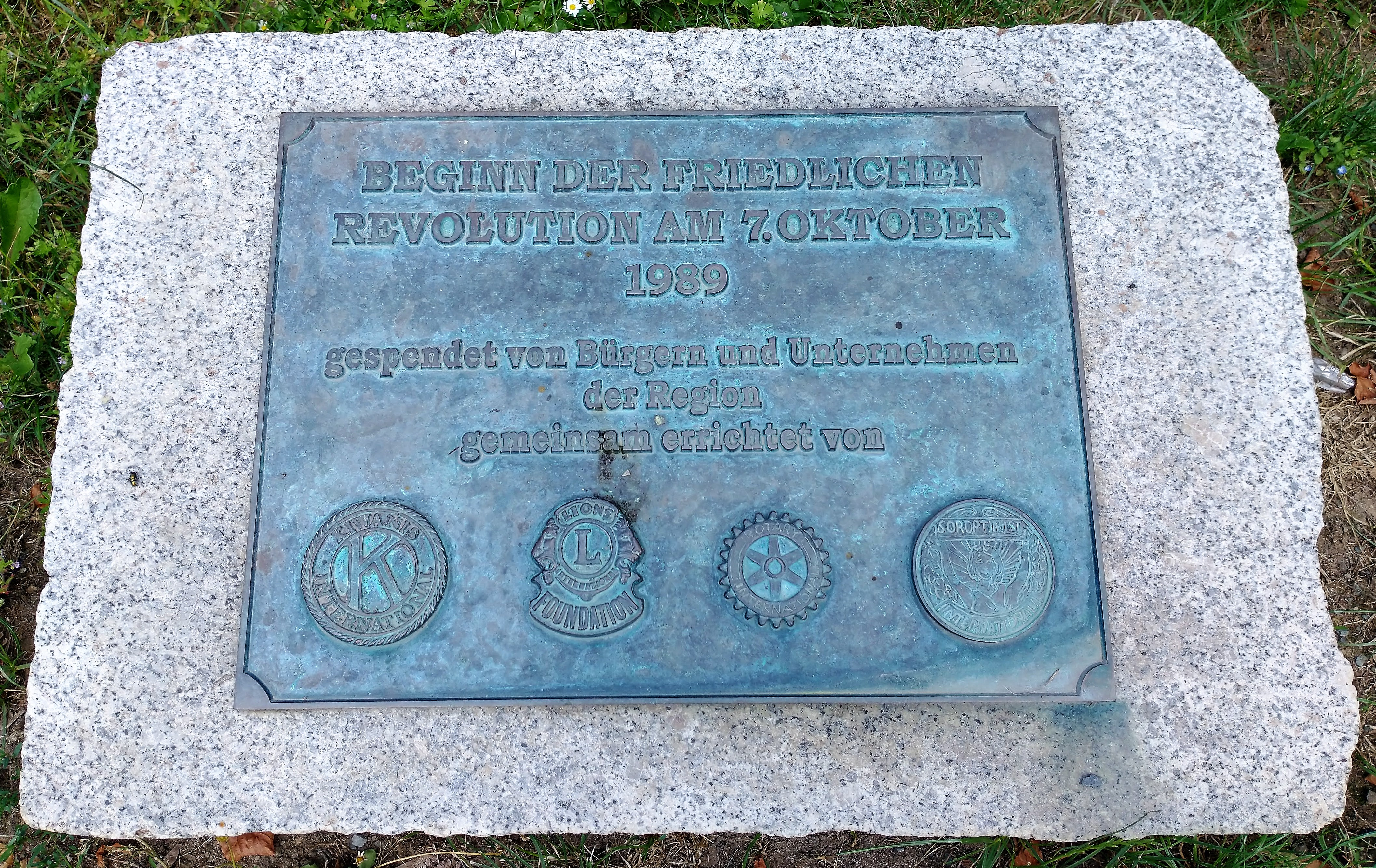
Tablica pamiątkowa
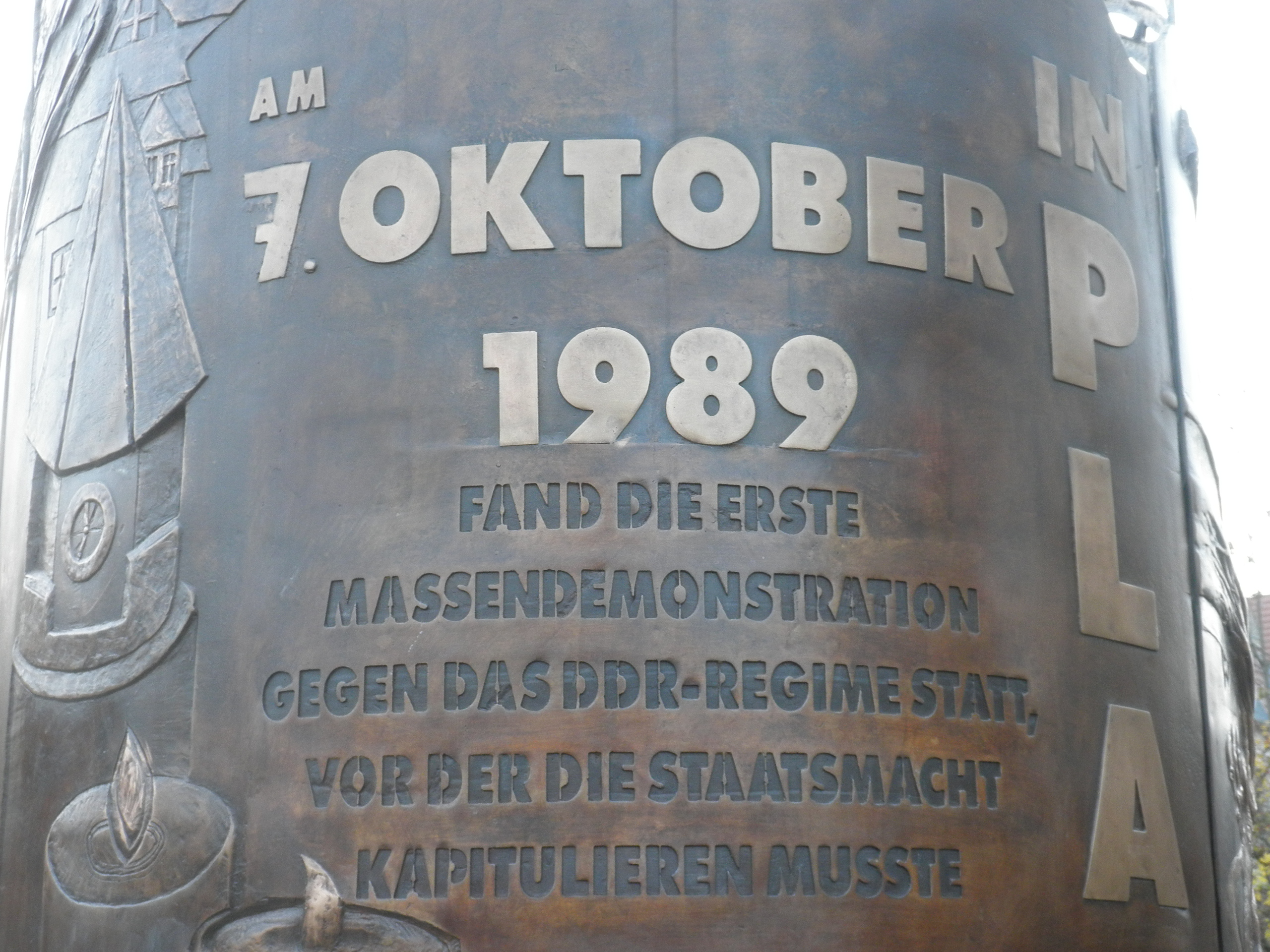
Detal
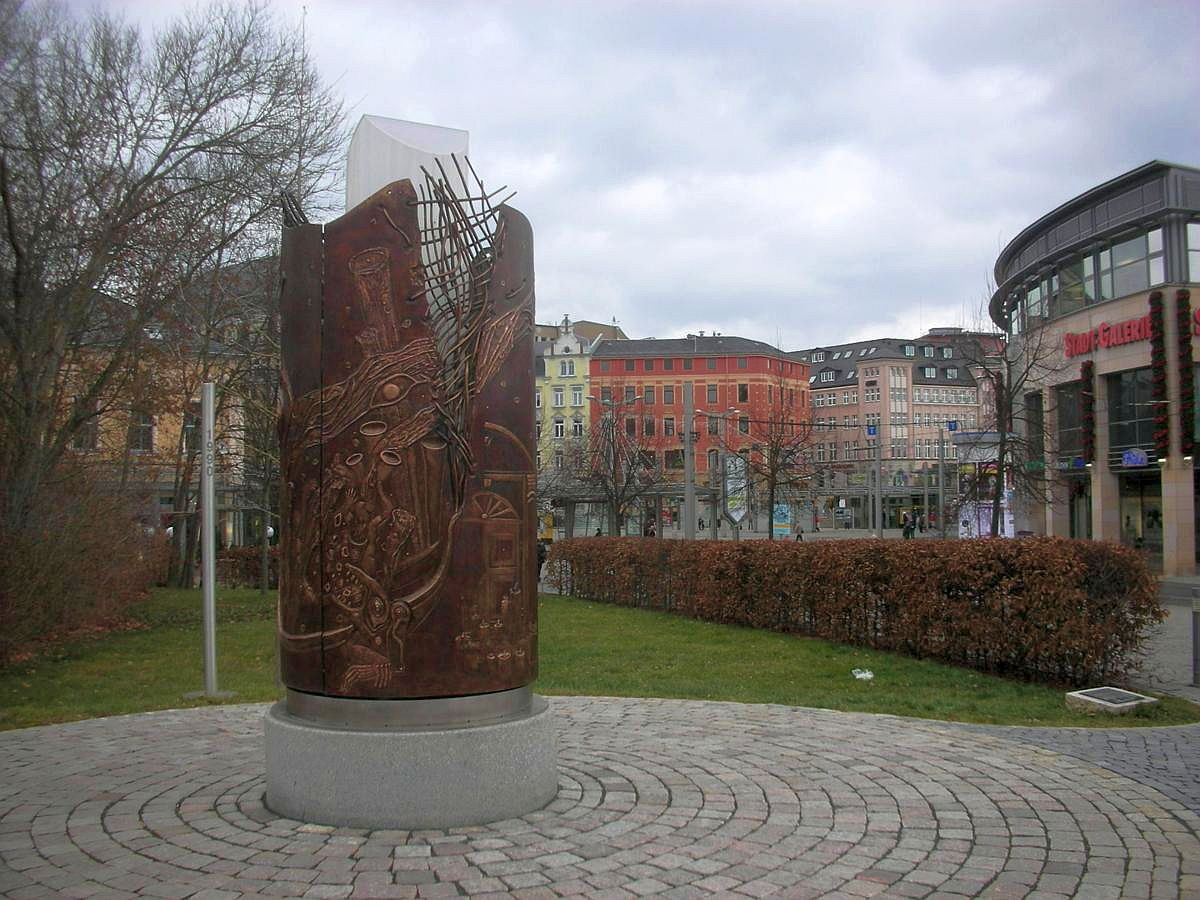
Widok wraz z otoczeniem